# 巴亞德菲耶爾鄉
45°10′N 23°46′E / 45.167°N 23.767°E
巴亞德菲耶爾鄉（羅馬尼亞語：Comuna Baia de Fier, Gorj），是羅馬尼亞的鄉份，位於該國西南部，由戈爾日縣負責管轄，面積120平方公里，海拔高度607米，2007年人口4,337，人口密度每平方公里36人。